# Altenmarkt bei Fürstenfeld
Altenmarkt bei Fürstenfeld è una frazione di 1 133 abitanti del comune austriaco di Fürstenfeld, nel distretto di Hartberg-Fürstenfeld (Stiria). Già comune autonomo, il 1º gennaio 2015 è stato aggregato a Fürstenfeld assieme all'altro ex comune di Übersbach.